# Leopold Harris

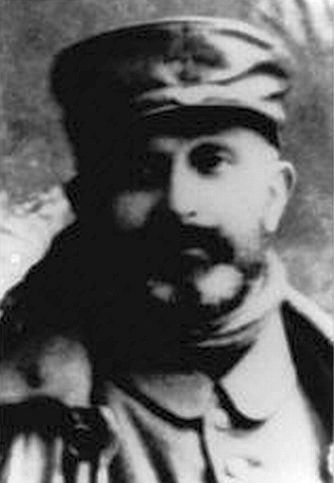
Leopold Harris

Leopold Harris (geb. 20. Mai 1874 in Himbach; gest. 9. August 1933 in Straßburg) war ein deutscher Unternehmer und im November 1919 Polizeipräsident in Frankfurt am Main.

## Leben
Leopold Harris stammte aus einer in Himbach ansässigen jüdischen Familie. Im Jahr 1906 übersiedelte er nach Frankfurt. Er war verheiratet mit Johanna geb. Brandes (geb. 1879 in Oberaula), der Tochter des jüdischen Elementarlehrers Moses Brandes in Oberaula.
Er war in Frankfurt Teilhaber und Inhaber von verschiedenen kleineren Industriebetrieben. Nach dem Ende des Ersten Weltkrieges war bei der Bildung von Arbeiter- und Soldatenräten in Frankfurt und anderen Städten aktiv. Am 23. April 1919 wurde Leopold Harris durch den Arbeiter- und Soldatenrat zum kommissarischen Polizeipräsidenten von Frankfurt bestellt. Das hessische Innenministerium lehnte jedoch die Ernennung von Harris ab. Nachdem der Gewerkschaftsführer Fritz Ehrler für das Amt vorgeschlagen und von der Regierung bestätigt wurde, trat Harris am 15. November 1919 von seinem Amt zurück. Valentin Senger hebt in seinen Erinnerungen den Einsatz von Leopold Harris für die jüdischen Flüchtlinge aus Polen hervor und dass er sich weigerte, eine Weisung des preußischen Innenministers aus Berlin umzusetzen, nach der jüdische Flüchtlinge aus dem Osten, die keine Aufenthaltsgenehmigung hatten, von den örtlichen Polizeibehörden abzuschieben waren.
Leopold Harris starb am 9. August 1933 in Straßburg und wurde auf dem jüdischen Friedhof von Straßburg in Cronenbourg beigesetzt (Grab Nr. 1343).